# Lucius Aelius
Lucius Aelius, souvent connu comme Lucius Aelius Verus, né le 13 janvier 101 sous le nom de Lucius Ceionius Commodus, et mort le 1er janvier 138 comme étant Lucius Aelius Caesar, est un sénateur romain. Il devient le fils adoptif et héritier de l'empereur Hadrien, mais il meurt quelques mois avant l'empereur. Il est le père de Lucius Aurelius Verus, adopté par Antonin le Pieux et qui devient empereur romain de 161 à 169.

## Biographie

### Famille
Il est d'une famille de rang consulaire. Son père est Lucius Ceionius Commodus, consul éponyme en 106 sous Trajan, et son grand-père est consul suffect sous Domitien.
Sa mère est Plautia. Cette dernière est la première épouse de Ceionius Commodus, elle épouse ensuite Caius Avidius Nigrinus, général, consul suffect en 110, proche de Trajan et mis à mort au début du règne d'Hadrien en 118, puis peut-être Sextus Vettulenus Civica Cerialis,. De ce dernier mariage, il a peut-être comme beau-frère Marcus Vettulenus Civica Barbarus, qui sera consul éponyme en 157,.
Il épouse une certaine Avidia, qui est la fille de Caius Avidius Nigrinus. Celle-ci est peut-être d'ailleurs sa demi-sœur, si elle est issue du second mariage de sa mère.
De cette union naît Lucius Aurelius Verus, sous le nom de Lucius Ceionius Commodus le 15 décembre 130. Il devient empereur romain de 161 à 169, ayant été adopté par Antonin le Pieux avec Marc Aurèle. Ils ont trois autres enfants : Caius Avidius Ceionius Commodus, Ceionia Fabia et Ceionia Plautia.

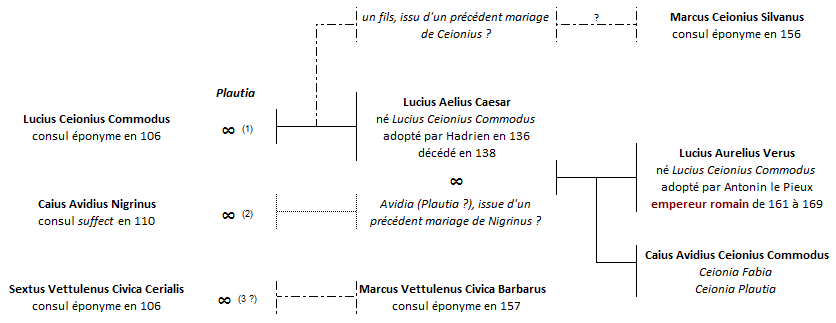
Mariages et descendance de Plautia sous les Antonins. Arbre non exhaustif.

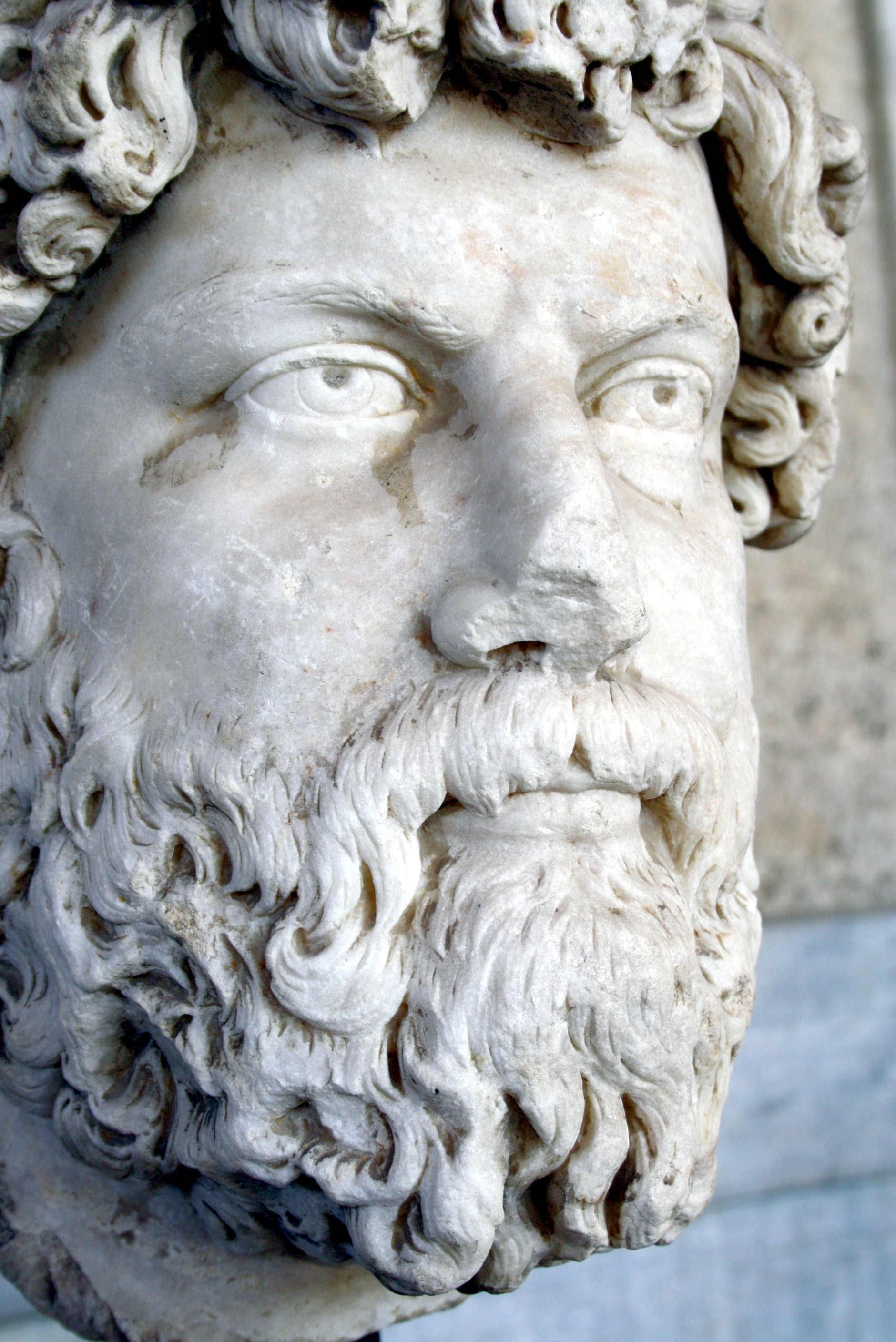
Possible portrait d'Aelius.
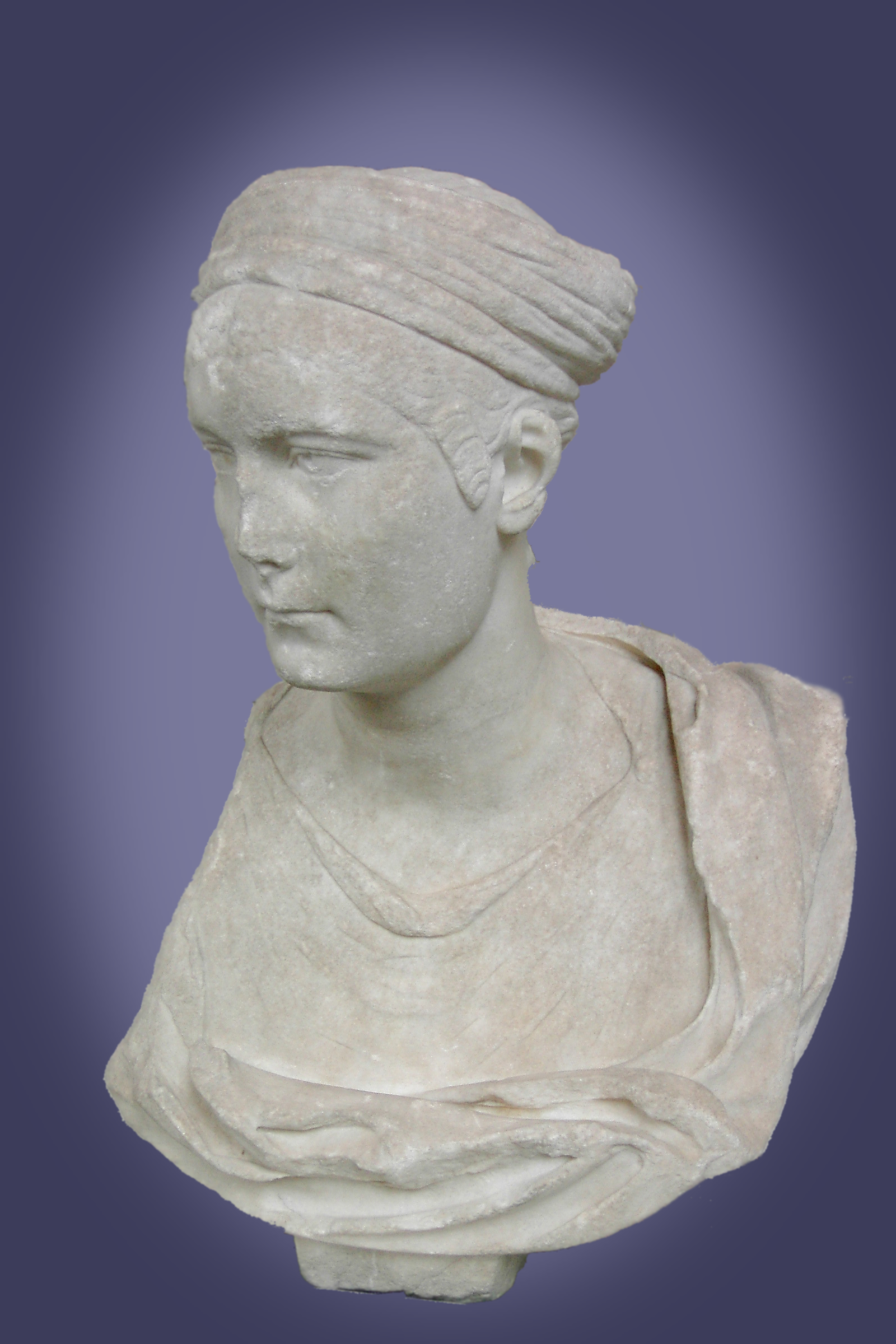
Anonyme. Portrait dit de « Avidia Plautia ». Vers 136-138.
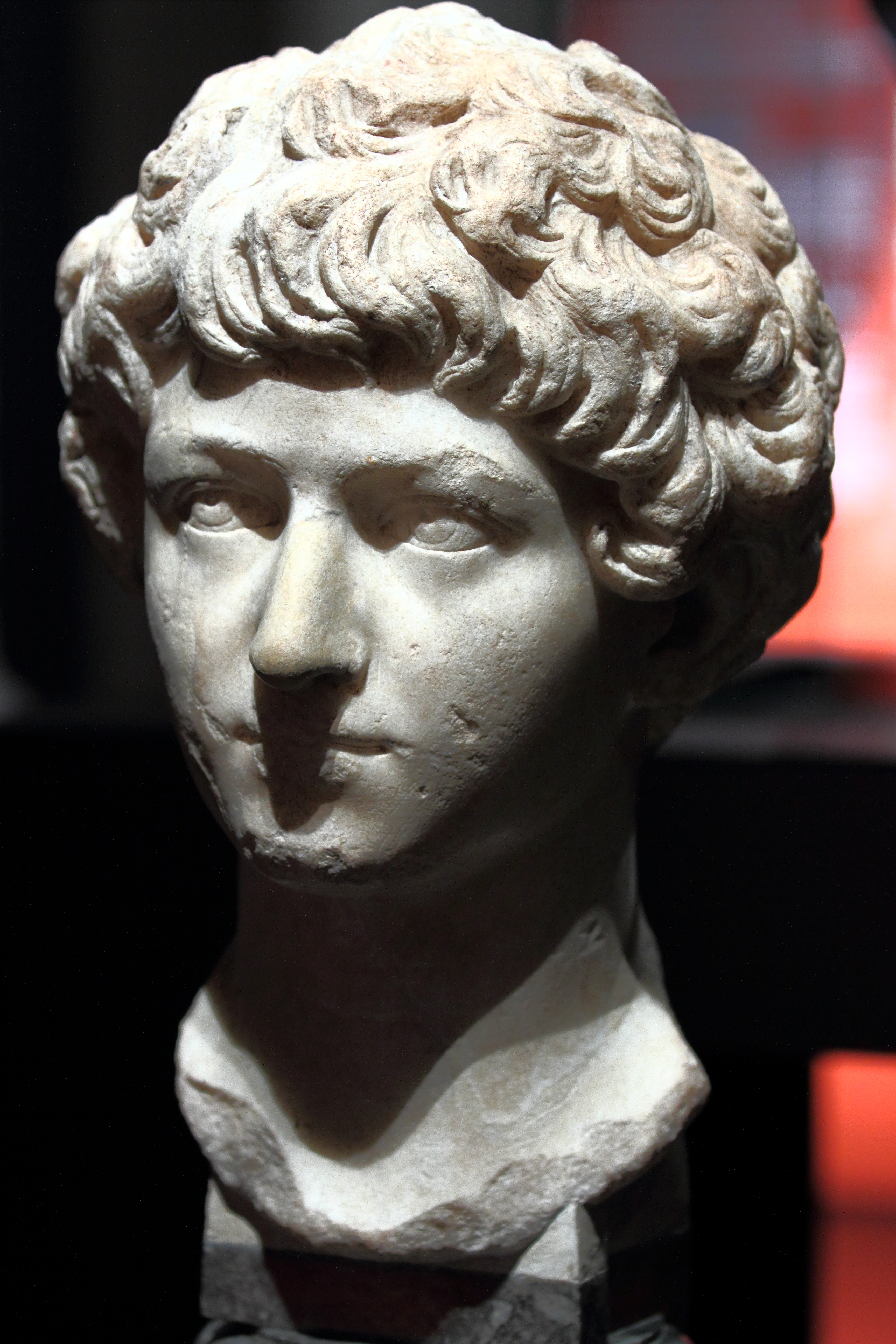
Portrait de Lucius Aurelius Verus jeune.
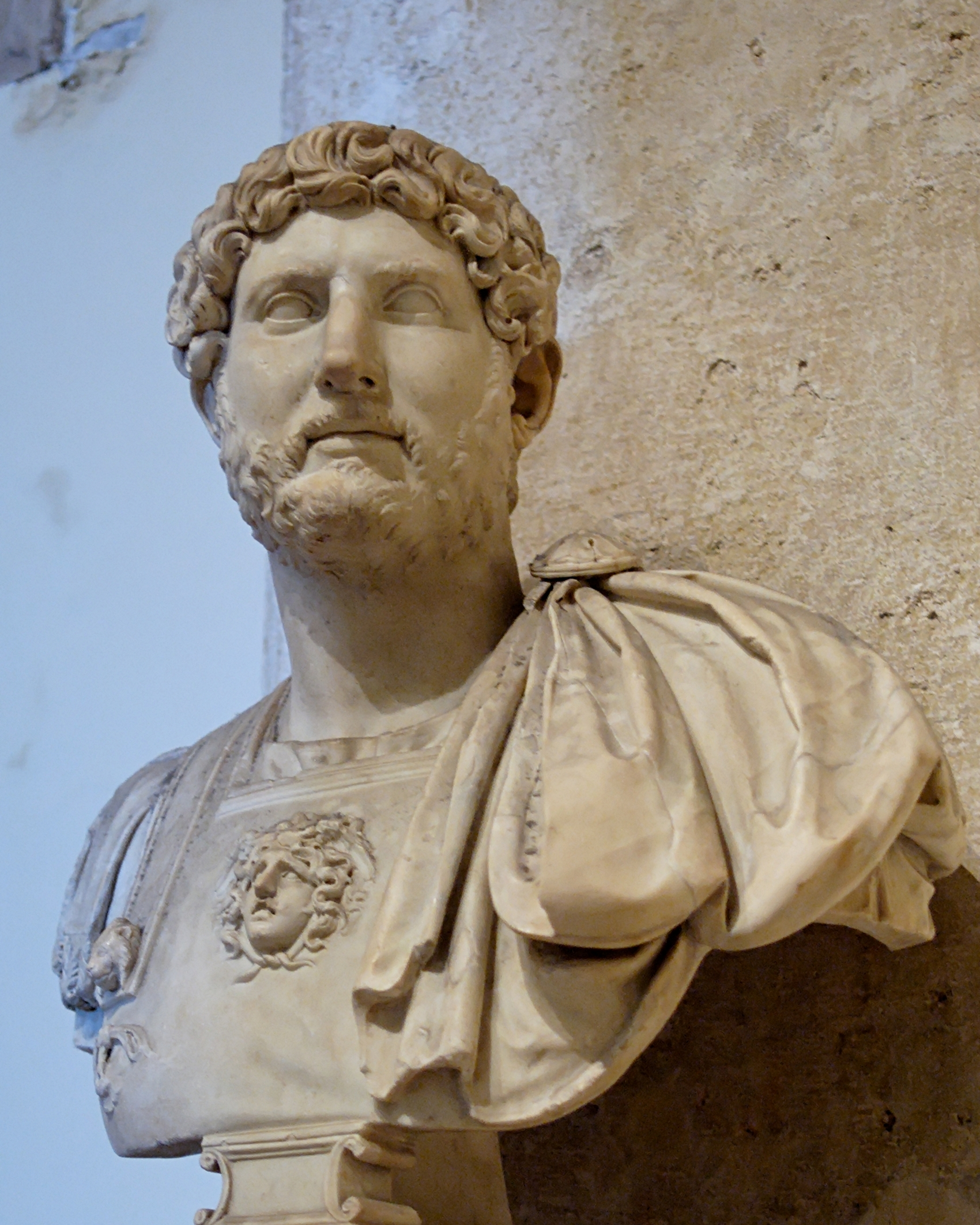
Buste d'Hadrien, qui devient son père adoptif.
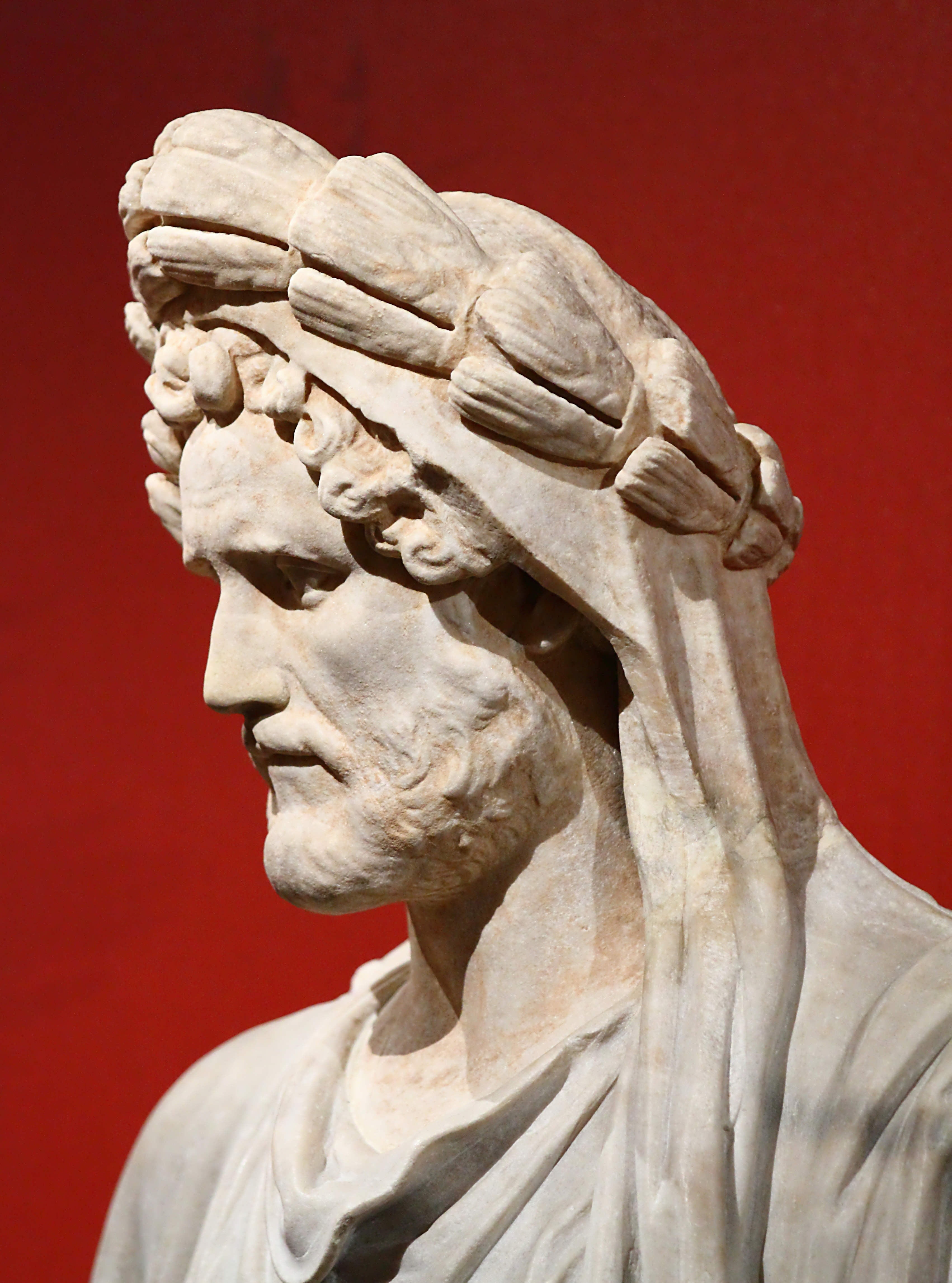
Buste d'Antonin le Pieux.

### Biographie

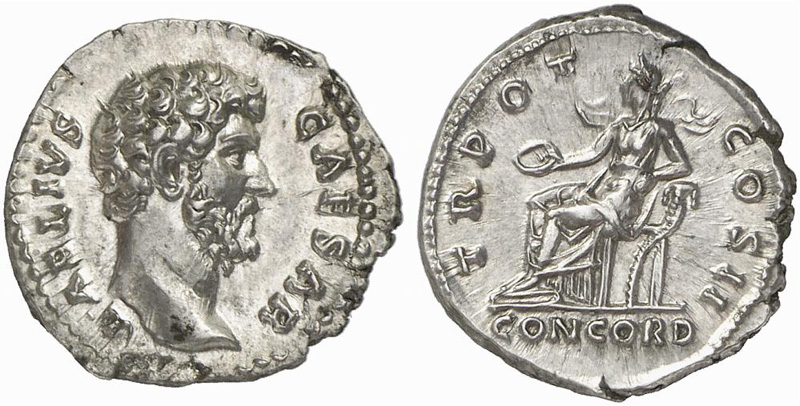
Denier, entre 136 et 138.
« L AELIVS CAESAR », tête nue d'Aelius à droite.
« TR POT COS II », la Concorde assise à gauche, tenant une patère de la main droite et reposant son coude gauche sur une corne d'abondance ; « CONCORD » en exergue.

Sa vie nous est surtout principalement connue par l'Histoire Auguste, la Vie d’Aelius Verus, une courte biographie de ce César écrite à la fin du IVe siècle. Les premières biographies sont jugées assez fiables, et celle-ci en est la deuxième de cette œuvre.
Aelius est de santé fragile et est connu pour mener une vie frivole. Si l'on en croit l'Histoire Auguste, ses livres de chevet sont les poèmes érotiques d'Ovide et « un livre sur Apicius » ; il a inventé le plat somptueux nommé tetrafarmacum.
Il est d'abord préteur puis gouverneur (légat d'Auguste propréteur) d'une des provinces de Pannonie, voire des deux. Il devient consul éponyme une première fois en 136, avant son adoption, sous le nom de Lucius Ceionius Commodus. Il est alors adopté par Hadrien, recevant la puissance tribunitienne, malgré son manque d'expérience, sa faible santé et sa médiocrité apparente. Il est une deuxième fois éponyme l'année suivante, cette fois ci sous son nom d'adoption, Lucius Aelius Caesar.
Il meurt le 1er janvier 138, six mois avant Hadrien et ne monte donc jamais sur le trône. Son urne funéraire est déposée dans le mausolée d'Hadrien.
Son fils, Lucius Verus, est plus tard coempereur avec Marc Aurèle, ayant été adopté par Antonin le Pieux par le fait d'Hadrien, même si on ignore pourquoi.